# 圭亞那半線脂鯉
圭亞那半線脂鯉，為輻鰭魚綱脂鯉目脂鯉亞目脂鯉科的其中一個種，為熱帶淡水魚，分布於南美洲Maroni、 Mana、Approuague及Oyapock河流域，體長可達3.5公分，棲息底部有沉積物的小溪流，生活習性不明。

## 扩展阅读
- 維基物種上的相關：圭亞那半線脂鯉